# بيت مخارش (مبين)

تعديل مصدري - تعديل

بيت مخارش هي إحدى قرى عزلة الظفير بمديرية مبين التابعة لمحافظة حجة، بلغ تعداد سكانها 756 نسمة حسب تعداد اليمن لعام 2018 04.